# Tour Noire
La tour Noire (en néerlandais : Zwarte Toren) est un des vestiges les mieux conservés de la première enceinte de Bruxelles construite au début du XIIIe siècle : elle est située derrière l'église Sainte-Catherine.

## Historique
La tour Noire devint probablement propriété privée lors de l'édification de la seconde enceinte de Bruxelles à la fin du XIVe siècle.
Ceci explique qu'elle ait survécu à la démolition de la portion de la première enceinte située derrière l'église Sainte-Catherine vers 1564, lors de l'aménagement de nouveaux bassins du port de Bruxelles dont le bassin Sainte-Catherine.
Au XVIe siècle, la tour Noire fut transformée en une taverne connue sous le nom de « In de Toren ».
En 1888, lors des travaux d'assainissement du quartier, elle fut sauvée de la démolition par le bourgmestre Charles Buls, ardent défenseur du patrimoine historique du centre de Bruxelles, dont la Grand-Place et ses remarquables maisons de style baroque. 
Désenclavée, elle fut restaurée par l'architecte de la ville de Bruxelles Victor Jamaer, qui reconstruisit le pignon à gradins et la toiture conique qui avait été remplacée par une toiture à bâtière. Jamaer reconstitua également la courbure de la face extra-muros.
Naguère encadrée par le magasin de vêtements Esders construit à la fin du XIXe siècle par Stefan Esders, la tour est maintenant encadrée d'un hôtel moderne qui en masque partiellement le côté intra-muros et ne laisse admirer réellement que le côté extra-muros.

## Statut patrimonial
La tour Noire fait l'objet d'un classement au titre des monuments historiques depuis le 1er février 1937.

## Architecture
De plan semi-circulaire, la tour est édifiée en moellon de grès avec des traces de réfection en pierre de taille datant probablement de l'intervention de Jamaer.
Le côté extra-muros, semi-circulaire, est partiellement recouvert de lierre au rez-de-chaussée. 
Le premier étage est percé de fines et hautes meurtrières. 
Séparé du premier étage par un bandeau de pierre de taille, le deuxième étage résulte de la transformation du parapet crénelé du chemin de ronde originel, ce qui explique sa faible hauteur et ses meurtrières très larges qui sont en fait une survivance des créneaux.
Ce deuxième étage est surmonté d'une corniche débordante portée par des corbeaux en pierre et d'une toiture conique.
Sur la droite subsiste un court fragment du mur d'enceinte  (courtine), percé d'un créneau et d'une meurtrière.

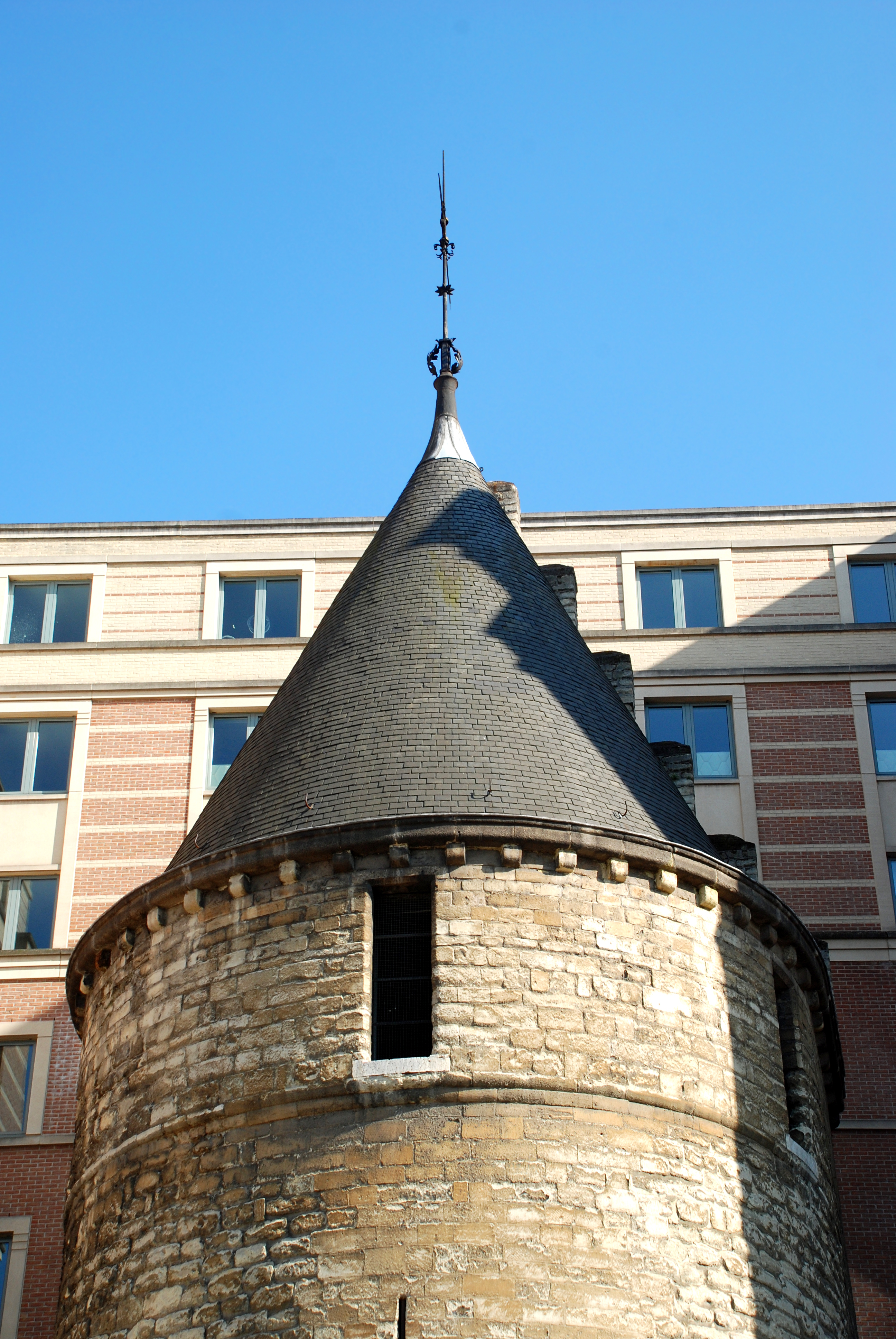
Le dernier étage résultant de la transformation du parapet crénelé (la baie étant originellement un créneau).
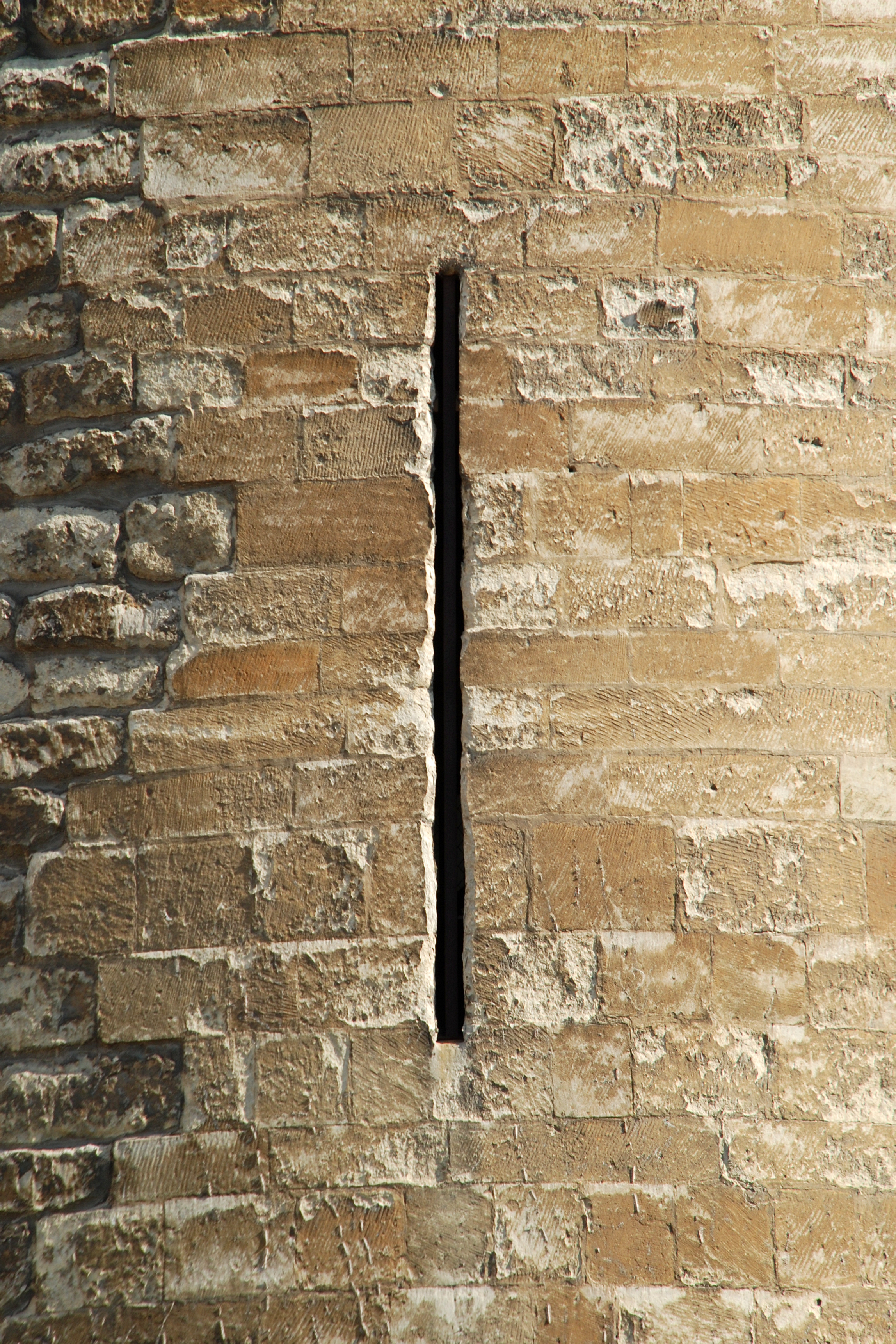
Meurtrière entourée de blocs de pierre de taille datant de la restauration de Jamaer (à gauche, les moellons d'origine).

## Accessibilité
| ___ | Ce site est desservi par les stations de métro : De Brouckère et Sainte-Catherine. |